# 2785 Sedov
A 2785 Sedov (ideiglenes jelöléssel 1978 QN2) a Naprendszer kisbolygóövében található aszteroida. Nyikolaj Sztyepanovics Csernih fedezte fel 1978. augusztus 31-én.